# Харлоутон (Монтана)
Харлоутон (англ. Harlowton) — крупнейший город и административный центр округа Уитленд в штате Монтана в Соединённых Штатах Америки.
Согласно данным переписи населения США 2020 года число жителей города 
составляло 955 человек, что, для такого небольшого населённого пункта, существенно меньше (− 4.2%), чем было во время предыдущей переписи, проводившейся в 2010 году (997 человек).

## История
Археологические раскопки показывают, что в доколумбову эпоху в этом районе проходила линия разграничения территорий между народами кроу и черноногих. Другие племена коренных американцев встречались здесь значительно реже.

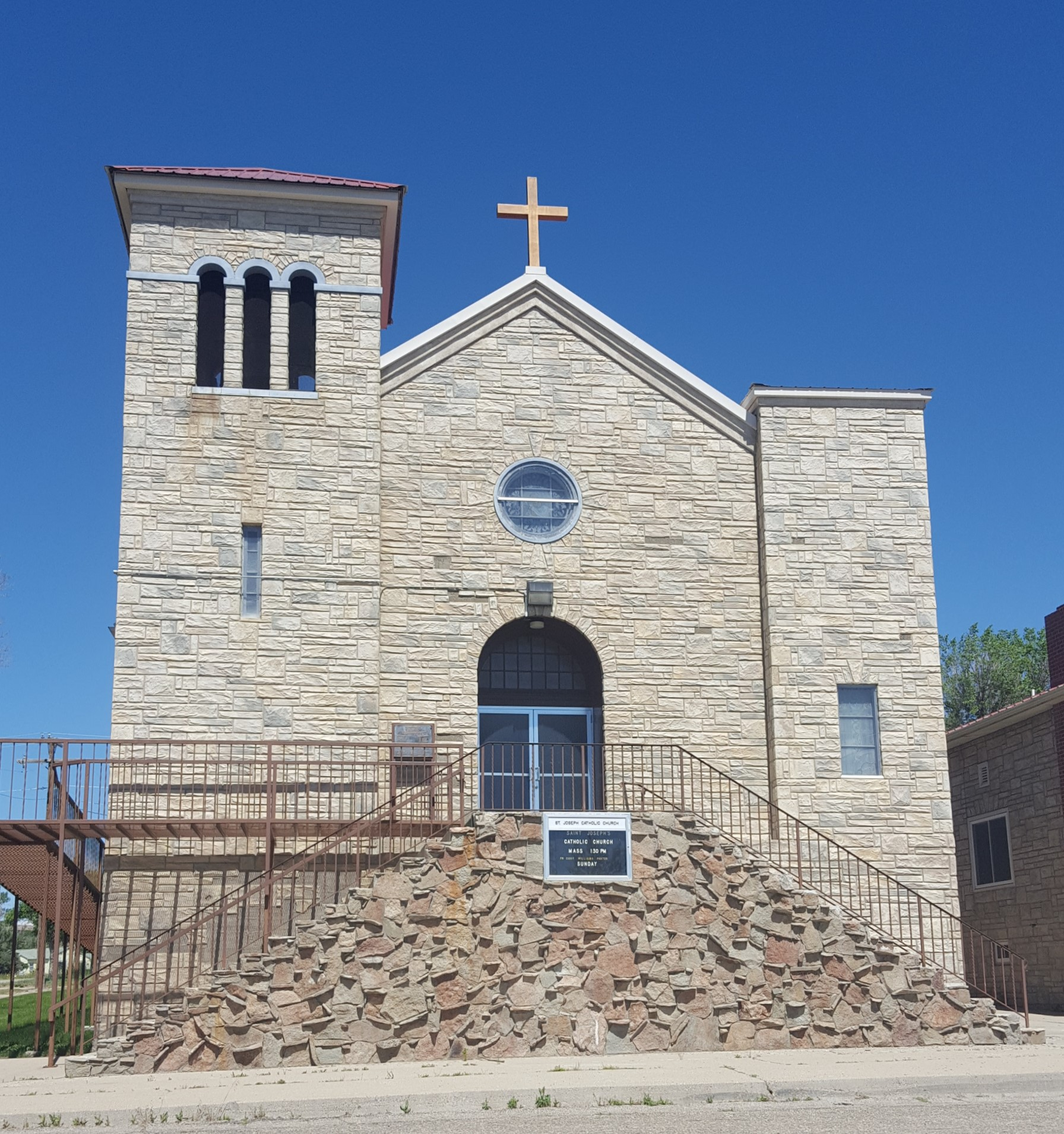
Католическая церковь

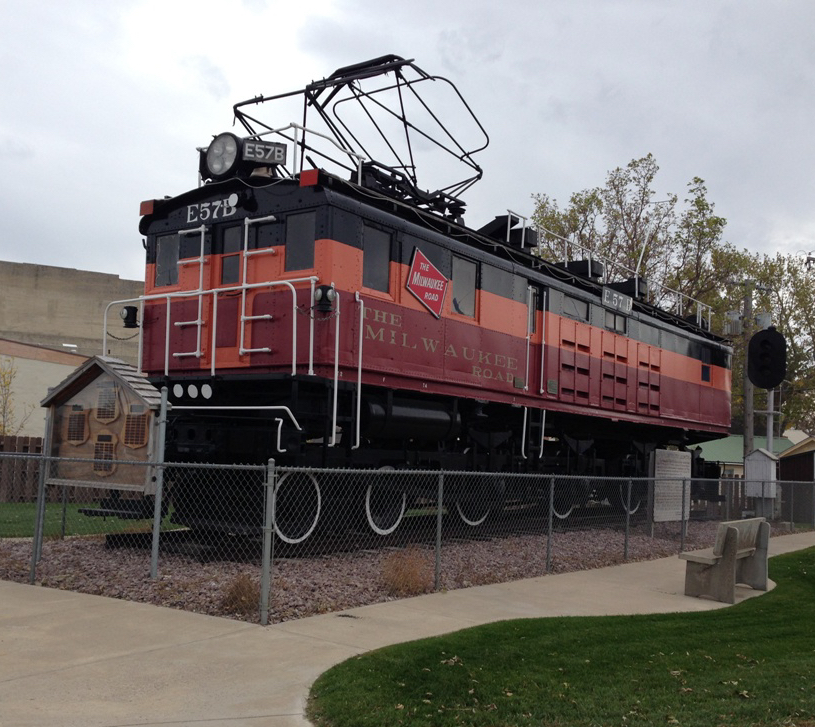
Харлоутон (Монтана)

7 мая 1868 года договор с нацией кроу и правительством Соединенных Штатов открыл долину реки Масселшелл для заселения европейским колонистами. Со временем, как это часто бывало, индейцы были вынуждены полностью оставить эти земли.
Первую ферму по разведению овец в Верхнем Масселшелле обустроил П. Дж. Мур в 1878 году, а первой крупной скотоводческой компанией в этом районе стала Chicago Montana Livestock Company в 1882 году, совладельцем и управляющим которой был С.С. Хобсон.
17 июня 1907 года сильный пожар уничтожил 24 здания на северной стороне Мейн-Стрит.
22 февраля 1917 года законодательный орган принял закон, по которому из округов Мигер и Суит-Грасс был создан округ Уитленд. Закон вступил в силу 1 апреля 1917 года, а Харлоутон стал административным центром округа.
Еженедельно в горде выходит местная газета The Times Clarion.
Родео, ярмарка молодежи округа Уитленд и шоу «Киванис» в Харлоутоне — ежегодные мероприятия, которые проводятся в Харлоутоне. Кроме того в городе есть два краеведческих музея. Близость к горам и к Национальному лесу Льюиса и Кларка привлекает в Харлоутон туристов — любителей природы и активного отдыха, что заметно способствует наполнению городского бюджета.

## География
Согласно данным Бюро переписи населения США, общая площадь города составляет 0,58 квадратных миль (1,50 км2) и вся эта территория приходится на сушу.

## Климат
Согласно системе классификации климатов Кёппена, в городе Харлоутоне холодный полузасушливый климат, который сокращённо обозначается на климатических картах аббревиатурой «BSk».